# Nederland op de Olympische Zomerspelen 2020
Nederland nam deel aan de Olympische Zomerspelen 2020 in Tokio, Japan. De chef de mission van de Nederlandse olympische ploeg was oud-zwemmer Pieter van den Hoogenband. Hij nam het stokje over van voormalig chef Maurits Hendriks, die als technisch directeur van NOC*NSF een grotere afstand tot de atleten hield dan voorheen. In totaal waren 273 atleten geselecteerd om Nederland te vertegenwoordigen op de tweeëndertigste Olympische Zomerspelen en de tweeënvijftigste in totaal. Nederland behaalde in totaal 36 medailles, het hoogste aantal ooit, en eindigde in het medailleklassement op de zevende plaats. Dat betekent ook de hoogste klassering ooit. Op 28 juli 2021 won de Nederlandse ploeg acht medailles, het hoogste aantal dat op een dag was behaald in de Nederlandse olympische historie.

## Voorbereiding

### Organisatorische hervormingen
Een evaluatie na afloop van de Olympische Zomerspelen 2016 in Rio de Janeiro, Brazilië leidde tot enkele organisatorische hervormingen binnen NOC*NSF. Voormalig chef de mission Hendriks begon met de oprichting van TeamNL, een overkoepelende organisatie van de verschillende Nederlandse topsportbonden met als doel meer inkomsten te genereren, naast de reeds bestaande inkomsten vanuit kansspelen en investeringen door het Ministerie van Volksgezondheid, Welzijn en Sport. Bij de Olympische Spelen van 2016 werd de naam "TeamNL" reeds gebruikt, maar in 2020 wordt die naam directer gekoppeld aan het grotere project van NOC*NSF. In de zomer van 2018, twee jaar voor de volgende Zomerspelen, was het merk marketingtechnisch echter nog niet van de grond gekomen. Een gebrekkige financiële basis bij de opstart zou daaraan ten grondslag hebben gelegen. Vanuit de dertig tot TeamNL behorende sportbonden is er de wens om voorafgaand aan de Spelen van 2020 die basis wel te hebben.

## Kwalificatieproces
Bij diverse sporten dienen atleten punten te verzamelen in door het IOC aangewezen toernooien in de periode 2018–2020 om hoog genoeg te eindigen in een olympische kwalificatieranglijst. Dit is onder meer het geval bij de karateka, de skateboarders en de taekwondoka. Het merendeel van de sporters kan zich plaatsen door op één toernooi voldoende te presteren. Ook zijn er meerdere sporten, waaronder delen van de atletiek, badminton, golf, schermen, tennis, (baan)wielrennen waarbij voor verdeling van quotaplaatsen gekeken wordt naar de wereldranglijst. Bij het zwemmen wordt gewerkt met olympische kwalificatietijden.
Naast de internationale kwalificatie-eisen dienen Nederlandse sporters tegelijkertijd ook te voldoen aan de door het NOC*NSF vastgestelde nationale kwalificatie-eisen. De eerste Nederlandse sporter die ook aan de Nederlandse kwalificatie-eisen voldeed en zich zo definitief kwalificeerde voor de Spelen was windsurfster Lilian de Geus. Dit deed ze door bij wereldbekerwedstrijd in het Japanse Enoshima in september 2018 als tweede te eindigen in de RS:X-wedstrijd.

## Atleten
Hieronder volgt een overzicht van de atleten die zich hebben verzekerd van deelname aan de Olympische Zomerspelen 2020.
| sport            | vrouwen | mannen | totaal |
| ---------------- | ------- | ------ | ------ |
| Atletiek         | 21      | 16     | 37     |
| Badminton        | 2       | 2      | 4      |
| Basketbal        | 0       | 4      | 4      |
| Boksen           | 1       | 1      | 2      |
| Boogschieten     | 1       | 3      | 4      |
| Gewichtheffen    | 0       | 1      | 1      |
| Golf             | 1       | 0      | 1      |
| Gymnastiek       | 4       | 2      | 6      |
| Handbal          | 15      | 0      | 15     |
| Hockey           | 16      | 16     | 32     |
| Judo             | 5       | 5      | 10     |
| Kanovaren        | 1       | 0      | 1      |
| Paardensport     | 3       | 6      | 9      |
| Roeien           | 14      | 21     | 35     |
| Schermen         | 0       | 1      | 1      |
| Schoonspringen   | 2       | 0      | 2      |
| Skateboarden     | 2       | 0      | 2      |
| Synchroonzwemmen | 2       | 0      | 2      |
| Tafeltennis      | 1       | 0      | 1      |
| Tennis           | 2       | 2      | 4      |
| Triatlon         | 2       | 2      | 4      |
| Voetbal          | 17      | 0      | 17     |
| Volleybal        | 4       | 2      | 6      |
| Waterpolo        | 13      | 0      | 13     |
| Wielersport      | 13      | 15     | 28     |
| Zeilen           | 6       | 4      | 10     |
| Zwemmen          | 8       | 8      | 16     |
| totaal           | 156     | 111    | 267    |

2 atleten die zich wel hadden geplaatst konden uiteindelijk wegens een coronabesmetting niet deelnemen:
- Candy Jacobs (Skateboarden)
- Reshmie Oogink (Taekwondo)

Roeier Finn Florijn werd na zijn deelname aan de heats in de skiff positief getest en moest daardoor het toernooi verlaten. Tennisser Jean-Julien Rojer werd na zijn eerste ronde in het herendubbel positief getest en moest zich terugtrekken.

## Medailleoverzicht
| Sport        | Olympiër(s) | Onderdeel                | Medaille |
| ------------ | --- | ------------------------ | -------- |
| Atletiek     | Sifan Hassan | 5.000 m (v)              | Goud     |
| Atletiek     | Sifan Hassan | 10.000 m (v)             | Goud     |
| Hockey       | Hockeyteam vrouwen Felice Albers Margot van Geffen Eva de Goede Marloes Keetels Josine Koning Sanne Koolen Laurien Leurink Caia van Maasakker Frédérique Matla Laura Nunnink Malou Pheninckx Pien Sanders Lauren Stam Maria Verschoor Xan de Waard Lidewij Welten | vrouwen                  | Goud     |
| Roeien       | Koen Metsemakers Dirk Uittenbogaard Abe Wiersma Tone Wieten | dubbel-vier (m)          | Goud     |
| Wielersport  | Niek Kimmann | BMX race (m)             | Goud     |
| Wielersport  | Annemiek van Vleuten | tijdrit (v)              | Goud     |
| Wielersport  | Roy van den Berg Matthijs Büchli Jeffrey Hoogland Harrie Lavreysen | teamsprint (m)           | Goud     |
| Wielersport  | Shanne Braspennincx | keirin (v)               | Goud     |
| Wielersport  | Harrie Lavreysen | sprint (m)               | Goud     |
| Zeilen       | Kiran Badloe | RS:X (m)                 | Goud     |
|              | |                          |          |
| Atletiek     | Anouk Vetter | zevenkamp (v)            | Zilver   |
| Atletiek     | Terrence Agard Ramsey Angela Liemarvin Bonevacia Jochem Dobber Tony van Diepen | 4×400 m (m)              | Zilver   |
| Atletiek     | Abdi Nageeye | marathon (m)             | Zilver   |
| Boogschieten | Steve Wijler Gabriela Schloesser | team (g)                 | Zilver   |
| Roeien       | Melvin Twellaar Stef Broenink | dubbel-twee (m)          | Zilver   |
| Roeien       | Ellen Hogerwerf Karolien Florijn Veronique Meester Ymkje Clevering | vier-zonder (v)          | Zilver   |
| Wielersport  | Tom Dumoulin | tijdrit (m)              | Zilver   |
| Wielersport  | Annemiek van Vleuten | wegwedstrijd (v)         | Zilver   |
| Wielersport  | Jeffrey Hoogland | sprint (m)               | Zilver   |
| Zwemmen      | Arno Kamminga | 100 meter schoolslag (m) | Zilver   |
| Zwemmen      | Arno Kamminga | 200 meter schoolslag (m) | Zilver   |
| Zwemmen      | Sharon van Rouwendaal | 10 km open water (v)     | Zilver   |
|              | |                          |          |
| Atletiek     | Femke Bol | 400m horden (v)          | Brons    |
| Atletiek     | Emma Oosterwegel | zevenkamp (v)            | Brons    |
| Atletiek     | Sifan Hassan | 1.500 m (v)              | Brons    |
| Boksen       | Nouchka Fontijn | middengewicht (v)        | Brons    |
| Judo         | Sanne van Dijke | −70 kg (v)               | Brons    |
| Paardensport | Maikel van der Vleuten | springen individueel     | Brons    |
| Roeien       | Ilse Paulis Marieke Keijser | lichte dubbel-twee (v)   | Brons    |
| Roeien       | Lisa Scheenaard Roos de Jong | dubbel-twee (v)          | Brons    |
| Wielersport  | Merel Smulders | BMX race (v)             | Brons    |
| Wielersport  | Anna van der Breggen | tijdrit (v)              | Brons    |
| Wielersport  | Harrie Lavreysen | keirin (m)               | Brons    |
| Wielersport  | Kirsten Wild | Omnium (v)               | Brons    |
| Zeilen       | Marit Bouwmeester | Laser Radial (v)         | Brons    |
| Zeilen       | Annemiek Bekkering Annette Duetz | 49erFX (v)               | Brons    |

## Sporten

### Atletiek
Mannen
Loopnummers
| atleet                                                                         | onderdeel    | series     | series | kwartfinale | kwartfinale | halve finale   | halve finale   | finale         | finale         |
| atleet                                                                         | onderdeel    | tijd       | rang   | tijd        | rang        | tijd           | rang           | tijd           | rang           |
| ------------------------------------------------------------------------------ | ------------ | ---------- | ------ | ----------- | ----------- | -------------- | -------------- | -------------- | -------------- |
| Taymir Burnet                                                                  | 200 m        | 20,60      | 3 Q    | n.v.t.      | n.v.t.      | 20,90          | 8              | niet geplaatst | niet geplaatst |
| Liemarvin Bonevacia                                                            | 400 m        | 44,95      | 1 Q    | n.v.t.      | n.v.t.      | 44,62 NR       | 3 q            | 45,07          | 8              |
| Jochem Dobber                                                                  | 400 m        | 45,54      | 3 Q    | n.v.t.      | n.v.t.      | 45,48          | 6              | niet geplaatst | niet geplaatst |
| Tony van Diepen                                                                | 800 m        | 1.46,03    | 6      | n.v.t.      | n.v.t.      | niet geplaatst | niet geplaatst | niet geplaatst | niet geplaatst |
| Mike Foppen                                                                    | 5.000 m      | DNF        | DNF    | n.v.t.      | n.v.t.      | n.v.t.         | n.v.t.         | niet geplaatst | niet geplaatst |
| Nick Smidt                                                                     | 400 m horden | 49,55      | 4 Q    | n.v.t.      | n.v.t.      | 49,35          | 7              | niet geplaatst | niet geplaatst |
| Khalid Choukoud                                                                | marathon     | n.v.t.     | n.v.t. | n.v.t.      | n.v.t.      | n.v.t.         | n.v.t.         | DNF            | DNF            |
| Abdi Nageeye                                                                   | marathon     | n.v.t.     | n.v.t. | n.v.t.      | n.v.t.      | n.v.t.         | n.v.t.         | 2:09.58        | Zilver         |
| Bart van Nunen                                                                 | marathon     | n.v.t.     | n.v.t. | n.v.t.      | n.v.t.      | n.v.t.         | n.v.t.         | DNF            | DNF            |
| Taymir Burnet Christopher Garia Churandy Martina Joris van Gool                | 4×100 m      | DNF        | DNF    | n.v.t.      | n.v.t.      | n.v.t.         | n.v.t.         | niet geplaatst | niet geplaatst |
| Terrence Agard Ramsey Angela Liemarvin Bonevacia Jochem Dobber Tony van Diepen | 4×400 m      | 2.59,06 NR | 5 q    | n.v.t.      | n.v.t.      | n.v.t.         | n.v.t.         | 2.57,18 NR     | Zilver         |

Technische nummers
| atleet           | onderdeel            | kwalificaties                    | kwalificaties                    | finale                           | finale                           |
| atleet           | onderdeel            | hoogte                           | rang                             | hoogte                           | rang                             |
| ---------------- | -------------------- | -------------------------------- | -------------------------------- | -------------------------------- | -------------------------------- |
| Menno Vloon      | polsstokhoogspringen | 5,75                             | 7 q                              | 5,55                             | 13                               |
| Rutger Koppelaar | polsstokhoogspringen | afgemeld wegens coronabesmetting | afgemeld wegens coronabesmetting | afgemeld wegens coronabesmetting | afgemeld wegens coronabesmetting |

Vrouwen
Loopnummers
| atlete | onderdeel           | series     | series   | kwartfinale | kwartfinale | halve finale   | halve finale   | finale         | finale         |
| atlete | onderdeel           | tijd       | rang     | tijd        | rang        | tijd           | rang           | tijd           | rang           |
| --- | ------------------- | ---------- | -------- | ----------- | ----------- | -------------- | -------------- | -------------- | -------------- |
| Marije van Hunenstijn | 100 m               | bye        | bye      | 11,27       | 6           | niet geplaatst | niet geplaatst | niet geplaatst | niet geplaatst |
| Jamile Samuel | 100 m               | afgemeld   | afgemeld | afgemeld    | afgemeld    | afgemeld       | afgemeld       | afgemeld       | afgemeld       |
| Jamile Samuel | 200 m               | afgemeld   | afgemeld | afgemeld    | afgemeld    | afgemeld       | afgemeld       | afgemeld       | afgemeld       |
| Dafne Schippers | 100 m               | afgemeld   | afgemeld | afgemeld    | afgemeld    | afgemeld       | afgemeld       | afgemeld       | afgemeld       |
| Dafne Schippers | 200 m               | 23,13      | 3 Q      | n.v.t.      | n.v.t.      | 23,03          | 6              | niet geplaatst | niet geplaatst |
| Lieke Klaver | 400 m               | 51,37      | 3 Q      | n.v.t.      | n.v.t.      | 51,37          | 6              | niet geplaatst | niet geplaatst |
| Lisanne de Witte | 400 m               | 51,68      | 4 q      | n.v.t.      | n.v.t.      | 52,09          | 8              | niet geplaatst | niet geplaatst |
| Sifan Hassan | 1.500 m             | 4.05,17    | 1 Q      | n.v.t.      | n.v.t.      | 4.00,23        | 1 Q            | 3.55,86        | Brons          |
| Sifan Hassan | 5.000 m             | 14.47,89   | 1 Q      | n.v.t.      | n.v.t.      | n.v.t.         | n.v.t.         | 14.36,79       | Goud           |
| Sifan Hassan | 10.000 m            | n.v.t.     | n.v.t.   | n.v.t.      | n.v.t.      | n.v.t.         | n.v.t.         | 29.55,32       | Goud           |
| Diane van Es | 5.000 m             | 15.47,01   | 16       | n.v.t.      | n.v.t.      | n.v.t.         | n.v.t.         | niet geplaatst | niet geplaatst |
| Susan Krumins | 10.000 m            | n.v.t.     | n.v.t.   | n.v.t.      | n.v.t.      | n.v.t.         | n.v.t.         | DNF            | DNF            |
| Zoë Sedney | 100 m horden        | 13,03      | 7        | n.v.t.      | n.v.t.      | niet geplaatst | niet geplaatst | niet geplaatst | niet geplaatst |
| Nadine Visser | 100 m horden        | 12,72      | 2 Q      | n.v.t.      | n.v.t.      | 12,63          | 3 q            | 12,73          | 5              |
| Femke Bol | 400 m horden        | 54,43      | 1 Q      | n.v.t.      | n.v.t.      | 53,91          | 1 Q            | 52,03 ER       | Brons          |
| Irene van der Reijken | 3000 m steeplechase | 9.42,98    | 9        | n.v.t.      | n.v.t.      | n.v.t.         | n.v.t.         | niet geplaatst | niet geplaatst |
| Andrea Deelstra | marathon            | n.v.t.     | n.v.t.   | n.v.t.      | n.v.t.      | n.v.t.         | n.v.t.         | 2:37.05        | 44             |
| Jill Holterman | marathon            | n.v.t.     | n.v.t.   | n.v.t.      | n.v.t.      | n.v.t.         | n.v.t.         | 2:45.27        | 63             |
| Marije van Hunenstijn(S-F) Jamile Samuel Dafne Schippers(S-F) Naomi Sedney(S-F) Nadine Visser(S-F) Leonie van Vliet          | 4×100 m             | 42,81      | 5 q      | n.v.t.      | n.v.t.      | n.v.t.         | n.v.t.         | DNF            | DNF            |
| Femke Bol(S-F) Andrea Bouma Lieke Klaver(S-F) Hanneke Oosterwegel Anne van de Wiel Laura de Witte(S-F) Lisanne de Witte(S-F) | 4x400 m             | 3.24,01 NR | 5 Q      | n.v.t.      | n.v.t.      | n.v.t.         | n.v.t.         | 3.23,74 NR     | 6              |

Technische nummers
| atlete              | onderdeel    | kwalificaties | kwalificaties | finale         | finale         |
| atlete              | onderdeel    | afstand       | rang          | afstand        | rang           |
| ------------------- | ------------ | ------------- | ------------- | -------------- | -------------- |
| Jorinde van Klinken | discuswerpen | 61,15         | 14            | niet geplaatst | niet geplaatst |
| Jessica Schilder    | kogelstoten  | 17,74         | 19            | niet geplaatst | niet geplaatst |

Meerkamp
| atlete           | onderdeel | onderdeel | 100 h | hs   | ks    | 200 m | vs     | sw     | 800 m   | totaal  | rang   |
| ---------------- | --------- | --------- | ----- | ---- | ----- | ----- | ------ | ------ | ------- | ------- | ------ |
| Nadine Broersen  | zevenkamp | res.      | 13,74 | 1,80 | 14,50 | 25,57 | opgave | opgave | opgave  | DNF     | DNF    |
| Nadine Broersen  | zevenkamp | pnt.      | 1015  | 978  | 827   | 835   | n.v.t. | n.v.t. | n.v.t.  | DNF     | DNF    |
| Emma Oosterwegel | zevenkamp | res.      | 13,36 | 1,80 | 13,28 | 24,25 | 6,29   | 54,60  | 2.11,09 | 6590    | Brons  |
| Emma Oosterwegel | zevenkamp | pnt.      | 1071  | 978  | 746   | 957   | 940    | 949    | 949     | 6590    | Brons  |
| Anouk Vetter     | zevenkamp | res.      | 13,09 | 1,80 | 15,29 | 23,81 | 6,47   | 51,20  | 2.18,72 | 6689 NR | Zilver |
| Anouk Vetter     | zevenkamp | pnt.      | 1111  | 978  | 880   | 999   | 997    | 883    | 841     | 6689 NR | Zilver |

Gemengd
Loopnummers
| atleet | onderdeel | series     | series | kwartfinale | kwartfinale | halve finale | halve finale | finale     | finale |
| atleet | onderdeel | tijd       | rang   | tijd        | rang        | tijd         | rang         | tijd       | rang   |
| --- | --------- | ---------- | ------ | ----------- | ----------- | ------------ | ------------ | ---------- | ------ |
| Ramsey Angela(S-F) Liemarvin Bonevacia(F) Femke Bol(F) Jochem Dobber(S) Lieke Klaver(S-F) Lisanne de Witte(S) | 4×400 m   | 3.10,69 NR | 2 Q    | n.v.t.      | n.v.t.      | n.v.t.       | n.v.t.       | 3.10,36 NR | 4      |

### Badminton
Mannen
| atleet       | onderdeel | groepsfase                         | groepsfase                      | groepsfase           | groepsfase | eliminatie                      | kwartfinale          | halve finale         | finale / BM          | finale / BM |
| atleet       | onderdeel | tegenstander uitslag               | tegenstander uitslag            | tegenstander uitslag | rang       | tegenstander uitslag            | tegenstander uitslag | tegenstander uitslag | tegenstander uitslag | rang        |
| ------------ | --------- | ---------------------------------- | ------------------------------- | -------------------- | ---------- | ------------------------------- | -------------------- | -------------------- | -------------------- | ----------- |
| Mark Caljouw | enkelspel | M Zilberman W (17–21, 21–9, 21–10) | B Sai Praneeth W (21-14, 21-14) | n.v.t.               | 1 Q        | K Cordón V (17-21, 21-3, 19-21) | niet geplaatst       | niet geplaatst       | niet geplaatst       | 9           |

Vrouwen
| atleet                    | onderdeel  | groepsfase                                   | groepsfase                       | groepsfase                                | groepsfase | eliminatie           | kwartfinale                        | halve finale         | finale / BM          | finale / BM |
| atleet                    | onderdeel  | tegenstander uitslag                         | tegenstander uitslag             | tegenstander uitslag                      | rang       | tegenstander uitslag | tegenstander uitslag               | tegenstander uitslag | tegenstander uitslag | rang        |
| ------------------------- | ---------- | -------------------------------------------- | -------------------------------- | ----------------------------------------- | ---------- | -------------------- | ---------------------------------- | -------------------- | -------------------- | ----------- |
| Selena Piek Cheryl Seinen | dubbelspel | R Honderich / K Tsai W (16–21, 21–14, 21–15) | D Hany / H Hosny W (21–6, 21–10) | M Matsumoto / W Nagahara V (22-24, 15-21) | 2 Q        | n.v.t.               | Lee S-h / Shin S-c V (8-21, 17-21) | niet geplaatst       | niet geplaatst       | 5           |

Gemengd
| atleet                     | onderdeel  | groepsfase                                 | groepsfase                         | groepsfase                          | groepsfase | eliminatie           | kwartfinale          | halve finale         | finale / BM          | finale / BM |
| atleet                     | onderdeel  | tegenstander uitslag                       | tegenstander uitslag               | tegenstander uitslag                | rang       | tegenstander uitslag | tegenstander uitslag | tegenstander uitslag | tegenstander uitslag | rang        |
| -------------------------- | ---------- | ------------------------------------------ | ---------------------------------- | ----------------------------------- | ---------- | -------------------- | -------------------- | -------------------- | -------------------- | ----------- |
| Robin Tabeling Selena Piek | dubbelspel | Seo S-j / Chae Y-j V (21–16, 15–21, 11–21) | Zheng S / Huang Y V (15–21, 20–22) | A H Elgamal / D Hany W (21–9, 21–4) | 3          | n.v.t.               | niet geplaatst       | niet geplaatst       | niet geplaatst       | 9           |

### Basketbal
Mannen
| Olympiër                                                      | Onderdeel | Resultaat   | Prestatie |
| ------------------------------------------------------------- | --------- | ----------- | --------- |
| Ross Bekkering Dimeo van der Horst Arvin Slagter Jessey Voorn | 3x3       | kwartfinale | zie onder |

| Groep |                 |             |             |             |            |            |            |        |
| #     | Land            | Wedstrijden | Wedstrijden | Wedstrijden | Doelpunten | Doelpunten | Doelpunten | Punten |
| #     | Land            | GW          | W           | V           | V          | T          | Saldo      | Punten |
| 1     | Servië          | 7           | 7           | 0           | 138        | 91         | +47        | 14     |
| 2     | België          | 7           | 4           | 3           | 126        | 127        | -1         | 8      |
| 3     | Letland         | 7           | 4           | 3           | 133        | 129        | +4         | 8      |
| 4     | Nederland       | 7           | 4           | 3           | 132        | 129        | +3         | 8      |
| 5     | Russische ploeg | 7           | 3           | 4           | 116        | 125        | -9         | 6      |
| 6     | Japan           | 7           | 2           | 5           | 123        | 134        | -11        | 4      |
| 7     | Polen           | 7           | 2           | 5           | 120        | 130        | -10        | 4      |
| 8     | China           | 7           | 2           | 5           | 119        | 142        | -23        | 4      |

| Ronde        | Datum          | Lokale tijd    | MEZT           | Land            | Score          | Land            |
| ------------ | -------------- | -------------- | -------------- | --------------- | -------------- | --------------- |
| groepsfase   | 24 juli        | 15:25          | 08:25          | Servië          | 16 - 15        | Nederland       |
| groepsfase   | 24 juli        | 22:00          | 15:00          | Nederland       | 18 – 15        | Russische ploeg |
| groepsfase   | 25 juli        | 19:05          | 12:05          | Nederland       | 21 – 20        | Japan           |
| groepsfase   | 25 juli        | 22:00          | 15:00          | Nederland       | 21 – 18        | China           |
| groepsfase   | 26 juli        | 18:40          | 11:40          | België          | 18 - 17        | Nederland       |
| groepsfase   | 26 juli        | 22:25          | 15:25          | Nederland       | 22 – 20        | Polen           |
| groepsfase   | 27 juli        | 18:25          | 11:25          | Letland         | 22 - 18        | Nederland       |
|              |                |                |                |                 |                |                 |
| kwartfinale  | 27 juli        | 21:00          | 14:00          | Russische ploeg | 21 - 19        | Nederland       |
|              |                |                |                |                 |                |                 |
| halve finale | niet geplaatst | niet geplaatst | niet geplaatst | niet geplaatst  | niet geplaatst | niet geplaatst  |
|              |                |                |                |                 |                |                 |
| finale       | niet geplaatst | niet geplaatst | niet geplaatst | niet geplaatst  | niet geplaatst | niet geplaatst  |

### Boksen
Mannen
| atleet        | onderdeel    | eerste ronde         | tweede ronde         | kwartfinale          | halve finale         | finale               | rang           |
| atleet        | onderdeel    | tegenstander uitslag | tegenstander uitslag | tegenstander uitslag | tegenstander uitslag | tegenstander uitslag | rang           |
| ------------- | ------------ | -------------------- | -------------------- | -------------------- | -------------------- | -------------------- | -------------- |
| Enrico Lacruz | lichtgewicht | Davis V 0–5          | niet geplaatst       | niet geplaatst       | niet geplaatst       | niet geplaatst       | niet geplaatst |

Vrouwen
| atlete          | onderdeel     | eerste ronde         | tweede ronde         | kwartfinale          | halve finale         | finale               | rang  |
| atlete          | onderdeel     | tegenstander uitslag | tegenstander uitslag | tegenstander uitslag | tegenstander uitslag | tegenstander uitslag | rang  |
| --------------- | ------------- | -------------------- | -------------------- | -------------------- | -------------------- | -------------------- | ----- |
| Nouchka Fontijn | middengewicht | Wójcik W 4-1         | n.v.t.               | Thibeault W 5-0      | Price V 2-3          | niet geplaatst       | Brons |

### Boogschieten
Mannen
| atleet                                       | onderdeel   | plaatsingsronde | plaatsingsronde | eerste ronde          | tweede ronde         | derde ronde          | kwartfinale              | halve finale           | finale / BM          | finale / BM |
| atleet                                       | onderdeel   | score           | rang            | tegenstander uitslag  | tegenstander uitslag | tegenstander uitslag | tegenstander uitslag     | tegenstander uitslag   | tegenstander uitslag | rang        |
| -------------------------------------------- | ----------- | --------------- | --------------- | --------------------- | -------------------- | -------------------- | ------------------------ | ---------------------- | -------------------- | ----------- |
| Sjef van den Berg                            | individueel | 670             | 8               | J-C Valladont W 7 – 3 | M D'Almeida V 1 – 7  | niet geplaatst       | niet geplaatst           | niet geplaatst         | niet geplaatst       | 17          |
| Gijs Broeksma                                | individueel | 667             | 14              | T Chirault W 6 – 4    | T Furukawa V 5 – 6   | niet geplaatst       | niet geplaatst           | niet geplaatst         | niet geplaatst       | 17          |
| Steve Wijler                                 | individueel | 675             | 6               | S Napłoszek W 6 – 4   | I Abdullin V 4 – 6   | niet geplaatst       | niet geplaatst           | niet geplaatst         | niet geplaatst       | 17          |
| Sjef van den Berg Gijs Broeksma Steve Wijler | team        | 2012            | 2               | bye                   | n.v.t.               | n.v.t.               | Groot-Brittannië W 5 – 3 | Chinees Taipei V 0 – 6 | Japan V 4 – 5        | 4           |

Vrouwen
| atleet              | onderdeel   | plaatsingsronde | plaatsingsronde | eerste ronde         | tweede ronde         | derde ronde          | kwartfinale          | halve finale         | finale / BM          | finale / BM |
| atleet              | onderdeel   | score           | rang            | tegenstander uitslag | tegenstander uitslag | tegenstander uitslag | tegenstander uitslag | tegenstander uitslag | tegenstander uitslag | rang        |
| ------------------- | ----------- | --------------- | --------------- | -------------------- | -------------------- | -------------------- | -------------------- | -------------------- | -------------------- | ----------- |
| Gabriela Schloesser | individueel | 652             | 20              | S Gomboeva W 6 – 5   | L Barbelin V 0 – 6   | niet geplaatst       | niet geplaatst       | niet geplaatst       | niet geplaatst       | 17          |

Gemengd
| atlete                           | onderdeel | plaatsingsronde | plaatsingsronde | eerste ronde         | kwartfinale          | halve finale         | finale / BM          | finale / BM |
| atlete                           | onderdeel | score           | rang            | tegenstander uitslag | tegenstander uitslag | tegenstander uitslag | tegenstander uitslag | rang        |
| -------------------------------- | --------- | --------------- | --------------- | -------------------- | -------------------- | -------------------- | -------------------- | ----------- |
| Steve Wijler Gabriela Schloesser | team      | 1327            | 6               | Italië W 6 – 0       | Frankrijk W 5 – 4    | Turkije W 5 – 3      | Zuid-Korea V 3 – 5   | Zilver      |

### Gewichtheffen
Mannen
| atleet       | onderdeel | trekken | trekken | stoten | stoten | totaal | rang |
| atleet       | onderdeel | score   | rang    | score  | rang   | totaal | rang |
| ------------ | --------- | ------- | ------- | ------ | ------ | ------ | ---- |
| Enzo Kuworge | +109 kg   | 175     | 11      | 234    | 4      | 409    | 6    |

### Golf
Vrouwen
| atleet       | onderdeel | eerste ronde | tweede ronde | derde ronde | vierde ronde | totaal | totaal | totaal |
| atleet       | onderdeel | score        | score        | score       | score        | score  | par    | rang   |
| ------------ | --------- | ------------ | ------------ | ----------- | ------------ | ------ | ------ | ------ |
| Anne van Dam | vrouwen   | 74           | 78           | 69          | 77           | 298    | 14     | 57     |

### Gymnastiek

#### Turnen
Mannen
| atleet          | onderdeel | kwalificatie | kwalificatie | kwalificatie | kwalificatie | kwalificatie | kwalificatie | kwalificatie | kwalificatie | finale         | finale         | finale         | finale         | finale         | finale         | finale         | finale         |
| atleet          | onderdeel | toestel      | toestel      | toestel      | toestel      | toestel      | toestel      | totaal       | positie      | toestel        | toestel        | toestel        | toestel        | toestel        | toestel        | totaal         | positie        |
| atleet          | onderdeel | vloer        | voltige      | ringen       | sprong       | brug         | rekstok      | totaal       | positie      | vloer          | voltige        | ringen         | sprong         | brug           | rekstok        | totaal         | positie        |
| --------------- | --------- | ------------ | ------------ | ------------ | ------------ | ------------ | ------------ | ------------ | ------------ | -------------- | -------------- | -------------- | -------------- | -------------- | -------------- | -------------- | -------------- |
| Bart Deurloo    | rekstok   | n.v.t.       | n.v.t.       | n.v.t.       | n.v.t.       | n.v.t.       | 14,400       | n.v.t.       | 8 Q          | n.v.t.         | n.v.t.         | n.v.t.         | n.v.t.         | n.v.t.         | 12,266         | n.v.t.         | 7              |
| Epke Zonderland | rekstok   | n.v.t.       | n.v.t.       | n.v.t.       | n.v.t.       | n.v.t.       | 13,833       | n.v.t.       | 23           | niet geplaatst | niet geplaatst | niet geplaatst | niet geplaatst | niet geplaatst | niet geplaatst | niet geplaatst | niet geplaatst |

Vrouwen
| atlete              | onderdeel | kwalificatie | kwalificatie | kwalificatie | kwalificatie | kwalificatie | kwalificatie | finale         | finale         | finale         | finale         | finale         | finale         |
| atlete              | onderdeel | toestel      | toestel      | toestel      | toestel      | totaal       | positie      | toestel        | toestel        | toestel        | toestel        | totaal         | positie        |
| atlete              | onderdeel | sprong       | brug         | balk         | vloer        | totaal       | positie      | sprong         | brug           | balk           | vloer          | totaal         | positie        |
| ------------------- | --------- | ------------ | ------------ | ------------ | ------------ | ------------ | ------------ | -------------- | -------------- | -------------- | -------------- | -------------- | -------------- |
| Vera van Pol        | team      | 14,100       | 13,133       | 11,600       | 12,900       | 51,733       | 47e          | niet geplaatst | niet geplaatst | niet geplaatst | niet geplaatst | niet geplaatst | niet geplaatst |
| Eythora Thorsdottir | team      | 14,433       | 13,000       | 12,033       | 13,133       | 52,899       | 36e          | niet geplaatst | niet geplaatst | niet geplaatst | niet geplaatst | niet geplaatst | niet geplaatst |
| Lieke Wevers        | team      | 13,600       | 13,533       | 13,366       | 12,866       | 53,365       | 32e Q        | 13,266         | 13,366         | 12,400         | 12,066         | 51,098         | 24             |
| Sanne Wevers        | team      | n.v.t.       | 11,733       | 13,866       | n.v.t.       | n.v.t.       | n.v.t.       | niet geplaatst | niet geplaatst | niet geplaatst | niet geplaatst | niet geplaatst | niet geplaatst |
| Totaal              | team      | 42,163       | 39,666       | 39,565       | 38,899       | 160,263      | 11e          | niet geplaatst | niet geplaatst | niet geplaatst | niet geplaatst | niet geplaatst | niet geplaatst |

### Handbal
Vrouwen
| Olympiër | Onderdeel | Resultaat   |
| --- | --------- | ----------- |
| Lois Abbingh Debbie Bont Rinka Duijndam Kelly Dulfer Merel Freriks Nycke Groot Laura van der Heijden Dione Housheer Angela Malestein Larissa Nüsser Martine Smeets Inger Smits Danick Snelder Tess Wester Bo van Wetering | vrouwen   | kwartfinale |

| Pos | Team       | Wed | W | G | V | Ptn | DV  | DT  | +/− | Kwalificatie |
| --- | ---------- | --- | - | - | - | --- | --- | --- | --- | ------------ |
| 1   | Noorwegen  | 5   | 5 | 0 | 0 | 10  | 170 | 123 | +47 | Kwartfinales |
| 2   | Nederland  | 5   | 4 | 0 | 1 | 8   | 169 | 143 | +26 | Kwartfinales |
| 3   | Montenegro | 5   | 2 | 0 | 3 | 4   | 139 | 142 | −3  | Kwartfinales |
| 4   | Zuid-Korea | 5   | 1 | 1 | 3 | 3   | 147 | 165 | −18 | Kwartfinales |
| 5   | Angola     | 5   | 1 | 1 | 3 | 3   | 130 | 156 | −26 |              |
| 6   | Japan (G)  | 5   | 1 | 0 | 4 | 2   | 124 | 150 | −26 |              |

| Ronde        | Datum          | Lokale tijd    | MEZT           | Land           | Score          | Land           |  |
| ------------ | -------------- | -------------- | -------------- | -------------- | -------------- | -------------- |  |
| groepsfase   |                |                |                |                |                |                |  |
| 25 juli      | 09:00          | 02:00          | Nederland      | 32–21          | Japan          |                |  |
| 27 juli      | 16:15          | 09:15          | Nederland      | 43–36          | Zuid-Korea     |                |  |
| 29 juli      | 09:00          | 02:00          | Nederland      | 37–28          | Angola         |                |  |
| 31 juli      | 21:30          | 14:30          | Nederland      | 27–29          | Noorwegen      |                |  |
| 2 augustus   | 19:30          | 12:30          | Nederland      | 30–29          | Montenegro     |                |  |
|              |                |                |                |                |                |                |  |
| kwartfinale  | 4 augustus     | 20:45          | 13:45          | Nederland      | 22–32          | Frankrijk      |  |
|              |                |                |                |                |                |                |  |
| halve finale | niet geplaatst | niet geplaatst | niet geplaatst | niet geplaatst | niet geplaatst | niet geplaatst |  |
|              |                |                |                |                |                |                |  |
| finale       | niet geplaatst | niet geplaatst | niet geplaatst | niet geplaatst | niet geplaatst | niet geplaatst |  |

### Hockey
Mannen
| Olympiër | Onderdeel | Resultaat   |
| --- | --------- | ----------- |
| Seve van Ass Billy Bakker Lars Balk Pirmin Blaak Thierry Brinkman Jorrit Croon Thijs van Dam Jonas de Geus Jeroen Hertzberger Jip Janssen Robbert Kemperman Joep de Mol Mirco Pruyser Glenn Schuurman Mink van der Weerden Sander de Wijn | mannen    | kwartfinale |

| Pos | Team             | Wed | W | G | V | Ptn | DV | DT | +/− | Kwalificatie |
| --- | ---------------- | --- | - | - | - | --- | -- | -- | --- | ------------ |
| 1   | België           | 5   | 4 | 1 | 0 | 13  | 24 | 7  | +17 | Kwartfinale  |
| 2   | Duitsland        | 5   | 3 | 0 | 2 | 9   | 19 | 10 | +9  | Kwartfinale  |
| 3   | Groot-Brittannië | 5   | 2 | 2 | 1 | 8   | 9  | 9  | 0   | Kwartfinale  |
| 4   | Nederland        | 5   | 2 | 1 | 2 | 7   | 13 | 13 | 0   | Kwartfinale  |
| 5   | Zuid-Afrika      | 5   | 1 | 1 | 3 | 4   | 16 | 24 | −8  |              |
| 6   | Canada           | 5   | 0 | 1 | 4 | 1   | 9  | 27 | −18 |              |

| Ronde        | Datum           | Lokale tijd    | MEZT           | Land           | Uitslag            | Land           |  |
| ------------ | --------------- | -------------- | -------------- | -------------- | ------------------ | -------------- |  |
| groepsfase   |                 |                |                |                |                    |                |  |
| 24 juli 2021 | 11:45           | 4:45           | Nederland      | 1–3            | België             |                |  |
| 25 juli 2021 | 21:15           | 14:15          | Nederland      | 5–3            | Zuid-Afrika        |                |  |
| 27 juli 2021 | 20:45           | 13:45          | Nederland      | 4–2            | Canada             |                |  |
| 29 juli 2021 | 12:15           | 5:15           | Nederland      | 2–2            | Groot-Brittannië   |                |  |
| 30 juli 2021 | 20:45           | 13:45          | Nederland      | 1–3            | Duitsland          |                |  |
|              |                 |                |                |                |                    |                |  |
| kwartfinale  | 1 augustus 2021 | 9:30           | 2:30           | Nederland      | 2-2 shootouts: 0-3 | Australië      |  |
|              |                 |                |                |                |                    |                |  |
| halve finale | niet geplaatst  | niet geplaatst | niet geplaatst | niet geplaatst | niet geplaatst     | niet geplaatst |  |
|              |                 |                |                |                |                    |                |  |
| finale       | niet geplaatst  | niet geplaatst | niet geplaatst | niet geplaatst | niet geplaatst     | niet geplaatst |  |

Vrouwen
| Olympiër | Onderdeel | Resultaat |
| --- | --------- | --------- |
| Felice Albers Margot van Geffen Eva de Goede Marloes Keetels Josine Koning Sanne Koolen Laurien Leurink Caia van Maasakker Frédérique Matla Laura Nunnink Malou Pheninckx Pien Sanders Lauren Stam Maria Verschoor Xan de Waard Lidewij Welten | vrouwen   | Goud      |

| Pos | Team             | Wed | W | G | V | Ptn | DV | DT | +/− | Kwalificatie |
| --- | ---------------- | --- | - | - | - | --- | -- | -- | --- | ------------ |
| 1   | Nederland        | 5   | 5 | 0 | 0 | 15  | 18 | 2  | +16 | Kwartfinale  |
| 2   | Duitsland        | 5   | 4 | 0 | 1 | 12  | 13 | 7  | +6  | Kwartfinale  |
| 3   | Groot-Brittannië | 5   | 3 | 0 | 2 | 9   | 11 | 5  | +6  | Kwartfinale  |
| 4   | India            | 5   | 2 | 0 | 3 | 6   | 7  | 14 | −7  | Kwartfinale  |
| 5   | Ierland          | 5   | 1 | 0 | 4 | 3   | 4  | 11 | −7  |              |
| 6   | Zuid-Afrika      | 5   | 0 | 0 | 5 | 0   | 5  | 19 | −14 |              |

| Ronde        | Datum           | Lokale tijd | MEZT      | Land      | Uitslag          | Land             |  |
| ------------ | --------------- | ----------- | --------- | --------- | ---------------- | ---------------- |  |
| groepsfase   |                 |             |           |           |                  |                  |  |
| 24 juli 2021 | 20:45           | 13:45       | Nederland | 5–1       | India            |                  |  |
| 26 juli 2021 | 10:00           | 03:00       | Nederland | 4–0       | Ierland          |                  |  |
| 28 juli 2021 | 09:30           | 02:30       | Nederland | 5–0       | Zuid-Afrika      |                  |  |
| 29 juli 2021 | 19:00           | 12:00       | Nederland | 1–0       | Groot-Brittannië |                  |  |
| 31 juli 2021 | 18:30           | 11:30       | Nederland | 3–1       | Duitsland        |                  |  |
|              |                 |             |           |           |                  |                  |  |
| kwartfinale  | 2 augustus 2021 | 18:30       | 11:30     | Nederland | 3–0              | Nieuw-Zeeland    |  |
|              |                 |             |           |           |                  |                  |  |
| halve finale | 4 augustus 2021 | 10:30       | 03:30     | Nederland | 5–1              | Groot-Brittannië |  |
|              |                 |             |           |           |                  |                  |  |
| finale       | 6 augustus 2021 | 19:00       | 12:00     | Nederland | 3–1              | Argentinië       |  |

### Judo
Mannen
| atleet             | onderdeel | eerste ronde         | tweede ronde                           | derde ronde          | kwartfinale          | halve finale         | herkansing           | finale / BM          | finale / BM    |
| atleet             | onderdeel | tegenstander uitslag | tegenstander uitslag                   | tegenstander uitslag | tegenstander uitslag | tegenstander uitslag | tegenstander uitslag | tegenstander uitslag | rang           |
| ------------------ | --------- | -------------------- | -------------------------------------- | -------------------- | -------------------- | -------------------- | -------------------- | -------------------- | -------------- |
| Tornike Tsjakadoea | −60 kg    | Dashdavaa W 012-002  | Russische ploeg Mshvidobadze W 012-001 | n.v.t.               | Jang V 001-100       | niet geplaatst       | Lesjoek W 100-010    | Smetov V 001-012     | 5              |
| Frank de Wit       | −81 kg    | bye                  | Percival W 100-001                     | Ressel V 001-011     | niet geplaatst       | niet geplaatst       | niet geplaatst       | niet geplaatst       | niet geplaatst |
| Noël van 't End    | −90 kg    | bye                  | Persoglia W 100-000                    | Clerget W 011-000    | Žgank V 003–100      | niet geplaatst       | Tóth V 001–012       | niet geplaatst       | 7              |
| Michael Korrel     | −100 kg   | bye                  | Frey V 001-010                         | n.v.t.               | niet geplaatst       | niet geplaatst       | niet geplaatst       | niet geplaatst       | niet geplaatst |
| Henk Grol          | +100 kg   | bye                  | Oltiboev V 000-100                     | n.v.t.               | niet geplaatst       | niet geplaatst       | niet geplaatst       | niet geplaatst       | niet geplaatst |

Vrouwen
| atlete            | onderdeel | eerste ronde         | tweede ronde          | kwartfinale          | halve finale         | herkansing           | finale / BM           | finale / BM    |
| atlete            | onderdeel | tegenstander uitslag | tegenstander uitslag  | tegenstander uitslag | tegenstander uitslag | tegenstander uitslag | tegenstander uitslag  | rang           |
| ----------------- | --------- | -------------------- | --------------------- | -------------------- | -------------------- | -------------------- | --------------------- | -------------- |
| Sanne Verhagen    | −57 kg    | Filzmoser W 100-000  | Gjakova V 000-100     | niet geplaatst       | niet geplaatst       | niet geplaatst       | niet geplaatst        | niet geplaatst |
| Juul Franssen     | −63 kg    | Obradović W 100–000  | Haecker W 102–000     | Agbegnenou V 001–010 | niet geplaatst       | Quadros W 102–001    | Centracchio V 003–100 | 5              |
| Sanne van Dijke   | −70 kg    | bye                  | Matniyazova W 100–001 | Bellandi W 112–011   | Polleres V 000–011   | n.v.t.               | Scoccimarro W 102–002 | Brons          |
| Guusje Steenhuis  | −78 kg    | bye                  | Turchyn W 010-001     | Yoon V 000-010       | niet geplaatst       | Antomarchi V 001-102 | niet geplaatst        | 7              |
| Tessie Savelkouls | +78 kg    | Kim H-y V 002-011    | niet geplaatst        | niet geplaatst       | niet geplaatst       | niet geplaatst       | niet geplaatst        | niet geplaatst |

Gemengd
| atleten | onderdeel    | eerste ronde         | tweede ronde         | kwartfinale          | halve finale         | herkansing           | finale / BM          | finale / BM |
| atleten | onderdeel    | tegenstander uitslag | tegenstander uitslag | tegenstander uitslag | tegenstander uitslag | tegenstander uitslag | tegenstander uitslag | rang        |
| --- | ------------ | -------------------- | -------------------- | -------------------- | -------------------- | -------------------- | -------------------- | ----------- |
| Sanne van Dijke Noël van 't End Juul Franssen Henk Grol Michael Korrel Tessie Savelkouls Guusje Steenhuis Tornike Tsjakadoea Sanne Verhagen Frank de Wit | gemengd team | n.v.t.               | Oezbekistan W 4-3    | Brazilië W 4-2       | Frankrijk V 0-4      | n.v.t.               | Duitsland V 2-4      | 5           |

### Kanovaren
Vrouwen
Slalom
| atlete         | onderdeel  | series | series | series | series | series    | series | kwartfinale | kwartfinale | halve finale | halve finale | finale | finale |
| atlete         | onderdeel  | run 1  | rang   | run 2  | rang   | beste run | rang   | tijd        | rang        | tijd         | rang         | tijd   | rang   |
| -------------- | ---------- | ------ | ------ | ------ | ------ | --------- | ------ | ----------- | ----------- | ------------ | ------------ | ------ | ------ |
| Martina Wegman | K-1 slalom | 113,29 | 12     | 109,84 | 10     | 109,84    | 12 Q   | n.v.t.      | n.v.t.      | 108,74       | 8 Q          | 111,33 | 7      |

### Paardensport

#### Dressuur
| ruiter                                             | paard         | onderdeel   | Grand Prix | Grand Prix | Grand Prix Special | Grand Prix Special | Grand Prix Freestyle | Grand Prix Freestyle | totaal         | totaal         |
| ruiter                                             | paard         | onderdeel   | score      | rang       | score              | rang               | technisch            | artistiek            | uitslag        | rang           |
| -------------------------------------------------- | ------------- | ----------- | ---------- | ---------- | ------------------ | ------------------ | -------------------- | -------------------- | -------------- | -------------- |
| Marlies van Baalen                                 | Go Legend     | individueel | 71,615     | 20         | n.v.t.             | n.v.t.             | niet geplaatst       | niet geplaatst       | niet geplaatst | niet geplaatst |
| Edward Gal                                         | Total US      | individueel | 78,649     | 6 Q        | n.v.t.             | n.v.t.             | 79,143               | 89,171               | 84,157         | 6              |
| Hans Peter Minderhoud                              | Dream Boy     | individueel | 76,817     | 9 Q        | n.v.t.             | n.v.t.             | 75,536               | 85,829               | 80,682         | 12             |
| Marlies van Balen Edward Gal Hans Peter Minderhoud | zie hierboven | team        | 7312,0     | 5 Q        | 7479,5             | 5                  | n.v.t.               | n.v.t.               | 7479,5         | 5              |

#### Eventing
| ruiter              | paard             | onderdeel   | dressuur    | dressuur | cross-country   | cross-country   | cross-country   | springen       | springen       | springen       | springen       | springen       | springen       | totaal         | totaal         |
| ruiter              | paard             | onderdeel   | dressuur    | dressuur | cross-country   | cross-country   | cross-country   | kwalificatie   | kwalificatie   | kwalificatie   | finale         | finale         | finale         | totaal         | totaal         |
| ruiter              | paard             | onderdeel   | strafpunten | rang     | strafpunten     | totaal          | rang            | strafpunten    | totaal         | rang           | strafpunten    | totaal         | rang           | strafpunten    | rang           |
| ------------------- | ----------------- | ----------- | ----------- | -------- | --------------- | --------------- | --------------- | -------------- | -------------- | -------------- | -------------- | -------------- | -------------- | -------------- | -------------- |
| Merel Blom          | The Quizmaster    | individueel | 31.50       | 21       | diskwalificatie | diskwalificatie | diskwalificatie | niet geplaatst | niet geplaatst | niet geplaatst | niet geplaatst | niet geplaatst | niet geplaatst | niet geplaatst | niet geplaatst |
| Janneke Boonzaaijer | Champ de Tailleur | individueel | 33.00       | 30       | diskwalificatie | diskwalificatie | diskwalificatie | niet geplaatst | niet geplaatst | niet geplaatst | niet geplaatst | niet geplaatst | niet geplaatst | niet geplaatst | niet geplaatst |

#### Springen
| ruiter                                                | paard                         | onderdeel   | kwalificatie | kwalificatie | finale         | finale         | barrage        | barrage        |
| ruiter                                                | paard                         | onderdeel   | strafpunten  | rang         | strafpunten    | rang           | strafpunten    | rang           |
| ----------------------------------------------------- | ----------------------------- | ----------- | ------------ | ------------ | -------------- | -------------- | -------------- | -------------- |
| Willem Greve                                          | Zypria S.                     | individueel | 4            | =31 86,20    | niet geplaatst | niet geplaatst | niet geplaatst | niet geplaatst |
| Marc Houtzager                                        | Dante                         | individueel | 0            | =1 Q 84,61   | 13             | 21 88,10       | niet geplaatst | niet geplaatst |
| Maikel van der Vleuten                                | Beauville                     | individueel | 0            | =1 Q 88,02   | 0              | =1 Q 85,31     | 0              | Brons          |
| Harrie Smolders Marc Houtzager Maikel van der Vleuten | Bingo du Parc Dante Beauville | team        | 26           | 9 Q          | 17             | 4              | n.v.t.         | n.v.t.         |

### Roeien
Mannen
| atleet | onderdeel   | series     | series | herkansingen                     | herkansingen                     | kwartfinale                      | kwartfinale                      | halve finale                     | halve finale                     | finale                           | finale                           |
| atleet | onderdeel   | tijd       | rang   | tijd                             | rang                             | tijd                             | rang                             | tijd                             | rang                             | tijd                             | rang                             |
| --- | ----------- | ---------- | ------ | -------------------------------- | -------------------------------- | -------------------------------- | -------------------------------- | -------------------------------- | -------------------------------- | -------------------------------- | -------------------------------- |
| Finn Florijn | skiff       | 7.04,45    | 4 H    | afgemeld wegens coronabesmetting | afgemeld wegens coronabesmetting | afgemeld wegens coronabesmetting | afgemeld wegens coronabesmetting | afgemeld wegens coronabesmetting | afgemeld wegens coronabesmetting | afgemeld wegens coronabesmetting | afgemeld wegens coronabesmetting |
| Melvin Twellaar Stef Broenink | dubbel-twee | 6.08,38 OR | 1 HA/B | bye                              | bye                              | n.v.t.                           | n.v.t.                           | 6.20,17                          | 1 FA                             | 6.00,53                          | Zilver                           |
| Guillaume Krommenhoek Niki van Sprang | twee-zonder | 6.36,42    | 2 HA/B | bye                              | bye                              | n.v.t.                           | n.v.t.                           | 6.19,57                          | 4 FB                             | 6.22,75                          | 7                                |
| Koen Metsemakers Dirk Uittenbogaard Abe Wiersma Tone Wieten                                                                                             | dubbel-vier | 5.39,80    | 1 FA   | bye                              | bye                              | n.v.t.                           | n.v.t.                           | n.v.t.                           | n.v.t.                           | 5.32,03 WR                       | Goud                             |
| Nelson Ritsema Boudewijn Röell Jan van der Bij Sander de Graaf                                                                                          | vier-zonder | 6.00,27    | 3 H    | 6.11,22                          | 2 FA                             | n.v.t.                           | n.v.t.                           | n.v.t.                           | n.v.t.                           | 5.50,81                          | 6                                |
| (Holland Acht) Bjorn van den Ende Bram Schwarz Jasper Tissen Maarten Hurkmans Mechiel Versluis Robert Lücken Ruben Knab Simon van Dorp Eline Berger (s) | acht        | 5.30,66    | 1 FA   | bye                              | bye                              | n.v.t.                           | n.v.t.                           | n.v.t.                           | n.v.t.                           | 5.27,96                          | 5                                |

Vrouwen
| atlete                                                             | onderdeel          | series  | series | herkansingen | herkansingen | kwartfinale | kwartfinale | halve finale | halve finale | finale  | finale |
| atlete                                                             | onderdeel          | tijd    | rang   | tijd         | rang         | tijd        | rang        | tijd         | rang         | tijd    | rang   |
| ------------------------------------------------------------------ | ------------------ | ------- | ------ | ------------ | ------------ | ----------- | ----------- | ------------ | ------------ | ------- | ------ |
| Sophie Souwer                                                      | skiff              | 7.39,96 | 2 KF   | bye          | bye          | 7.59,92     | 2 HA/B      | 7.29,66      | 4FB          | 7.25,96 | 7      |
| Ilse Paulis Marieke Keijser                                        | lichte dubbel-twee | 7.07,73 | 1 HA/B | bye          | bye          | n.v.t.      | n.v.t.      | 6.43,85      | 3 FA         | 6.48,03 | Brons  |
| Lisa Scheenaard Roos de Jong                                       | dubbel-twee        | 6.49,90 | 1 HA/B | bye          | bye          | n.v.t.      | n.v.t.      | 7.08,09      | 1 FA         | 6.45,73 | Brons  |
| Inge Janssen Laila Youssifou Nicole Beukers Olivia van Rooijen     | dubbel-vier        | 6.19,36 | 2 FA   | bye          | bye          | n.v.t.      | n.v.t.      | n.v.t.       | n.v.t.       | 6.15,75 | 6      |
| Ellen Hogerwerf Karolien Florijn Veronique Meester Ymkje Clevering | vier-zonder        | 6.33,47 | 1 FA   | bye          | bye          | n.v.t.      | n.v.t.      | n.v.t.       | n.v.t.       | 6.15,71 | Zilver |

Legenda: FA=finale A (medailles); FB=finale B (geen medailles); FC=finale C (geen medailles); FD=finale D (geen medailles); FE=finale E (geen medailles); FF=finale F (geen medailles); HA/B=halve finale A/B; HC/D=halve finale C/D; HE/F=halve finale E/F; KF=kwartfinale; H=herkansing

### Schermen
Mannen
| atleet        | onderdeel | eerste ronde         | tweede ronde         | derde ronde          | kwartfinale          | halve finale         | finale / BM          | finale / BM    |
| atleet        | onderdeel | tegenstander uitslag | tegenstander uitslag | tegenstander uitslag | tegenstander uitslag | tegenstander uitslag | tegenstander uitslag | rang           |
| ------------- | --------- | -------------------- | -------------------- | -------------------- | -------------------- | -------------------- | -------------------- | -------------- |
| Bas Verwijlen | degen     | bye                  | Kweon W 15-10        | Cannone V 11-15      | niet geplaatst       | niet geplaatst       | niet geplaatst       | niet geplaatst |

### Schoonspringen
Vrouwen
| atlete           | onderdeel  | series | series | halve finale | halve finale | finale | finale |
| atlete           | onderdeel  | punten | rang   | punten       | rang         | punten | rang   |
| ---------------- | ---------- | ------ | ------ | ------------ | ------------ | ------ | ------ |
| Inge Jansen      | 3 m plank  | 278,75 | 16 Q   | 301,90       | 9 Q          | 311,05 | 5      |
| Celine van Duijn | 10 m toren | 306,80 | 11 Q   | 306,45       | 10 Q         | 287,70 | 10     |

### Skateboarden
Vrouwen
| atlete            | onderdeel | kwalificaties | kwalificaties | finale         | finale         |
| atlete            | onderdeel | punten        | rang          | punten         | rang           |
| ----------------- | --------- | ------------- | ------------- | -------------- | -------------- |
| Keet Oldenbeuving | street    | 8,7           | 12            | niet geplaatst | niet geplaatst |
| Roos Zwetsloot    | street    | 13,48         | 4 Q           | 11,26          | 5              |

### Synchroonzwemmen
Vrouwen
| atlete                               | onderdeel | vrije routine (voorronde) | vrije routine (voorronde) | technische routine | technische routine        | technische routine | vrije routine (finale) | vrije routine (finale)    | vrije routine (finale) |
| atlete                               | onderdeel | punten                    | rang                      | punten             | totaal (technisch + vrij) | rang               | punten                 | totaal (technisch + vrij) | rang                   |
| ------------------------------------ | --------- | ------------------------- | ------------------------- | ------------------ | ------------------------- | ------------------ | ---------------------- | ------------------------- | ---------------------- |
| Noortje de Brouwer Bregje de Brouwer | duet      | 88,1667                   | 10                        | 87,2612            | 175,4279                  | 9 Q                | 88,9000                | 176,1612                  | 9                      |

### Tafeltennis
Vrouwen
| atlete        | onderdeel | voorronde            | eerste ronde         | tweede ronde         | derde ronde          | vierde ronde         | kwartfinale          | halve finale         | finale / BM          | finale / BM    |
| atlete        | onderdeel | tegenstander uitslag | tegenstander uitslag | tegenstander uitslag | tegenstander uitslag | tegenstander uitslag | tegenstander uitslag | tegenstander uitslag | tegenstander uitslag | rang           |
| ------------- | --------- | -------------------- | -------------------- | -------------------- | -------------------- | -------------------- | -------------------- | -------------------- | -------------------- | -------------- |
| Britt Eerland | enkelspel | bye                  | bye                  | bye                  | Meshref W 4–3        | Doo V 1–4            | niet geplaatst       | niet geplaatst       | niet geplaatst       | niet geplaatst |

### Tennis
Mannen
| atlete                           | onderdeel  | eerste ronde              | tweede ronde          | derde ronde          | kwartfinale                            | halve finale                           | finale / BM                            | finale / BM                            |
| atlete                           | onderdeel  | tegenstander uitslag      | tegenstander uitslag  | tegenstander uitslag | tegenstander uitslag                   | tegenstander uitslag                   | tegenstander uitslag                   | rang                                   |
| -------------------------------- | ---------- | ------------------------- | --------------------- | -------------------- | -------------------------------------- | -------------------------------------- | -------------------------------------- | -------------------------------------- |
| Wesley Koolhof Jean-Julien Rojer | dubbelspel | Gillé / Vliegen W 6–3 7–6 | Daniell / Venus V W/O | n.v.t.               | afgemeld wegens coronabesmetting Rojer | afgemeld wegens coronabesmetting Rojer | afgemeld wegens coronabesmetting Rojer | afgemeld wegens coronabesmetting Rojer |

Vrouwen
| atlete                    | onderdeel  | eerste ronde                         | tweede ronde                            | derde ronde          | kwartfinale          | halve finale         | finale / BM          | finale / BM    |
| atlete                    | onderdeel  | tegenstander uitslag                 | tegenstander uitslag                    | tegenstander uitslag | tegenstander uitslag | tegenstander uitslag | tegenstander uitslag | rang           |
| ------------------------- | ---------- | ------------------------------------ | --------------------------------------- | -------------------- | -------------------- | -------------------- | -------------------- | -------------- |
| Kiki Bertens              | enkelspel  | Vondroušová V 4–6 6–3 4–6            | niet geplaatst                          | niet geplaatst       | niet geplaatst       | niet geplaatst       | niet geplaatst       | niet geplaatst |
| Kiki Bertens Demi Schuurs | dubbelspel | Garcia / Mladenovic W 7–6 5–7 [11–9] | Koedermetova / Vesnina V 2–6 6–3 [7–10] | n.v.t.               | niet geplaatst       | niet geplaatst       | niet geplaatst       | niet geplaatst |

### Triatlon
Vrouwen
| atleet        | onderdeel | tijd    | rang |
| ------------- | --------- | ------- | ---- |
| Maya Kingma   | vrouwen   | 1:59:16 | 11   |
| Rachel Klamer | vrouwen   | 1:57:48 | 4    |

Gemengd
| atleet                                                       | onderdeel          | tijd    | rang |
| ------------------------------------------------------------ | ------------------ | ------- | ---- |
| Jorik van Egdom Maya Kingma Rachel Klamer Marco van der Stel | gemengde estafette | 1:24:34 | 4    |

### Voetbal
Vrouwen
| Olympiër | Onderdeel | Resultaat   |
| --- | --------- | ----------- |
| Lineth Beerensteyn Merel van Dongen Daniëlle van de Donk Kika van Es Sisca Folkertsma Stefanie van der Gragt Jackie Groenen Dominique Janssen Lize Kop Lieke Martens Vivianne Miedema Aniek Nouwen Victoria Pelova Jill Roord Shanice van de Sanden Joëlle Smits Sari van Veenendaal Lynn Wilms | vrouwen   | kwartfinale |

| Groep |           |             |             |             |             |            |            |            |        |
| #     | Land      | Wedstrijden | Wedstrijden | Wedstrijden | Wedstrijden | Doelpunten | Doelpunten | Doelpunten | Punten |
| #     | Land      | GW          | W           | G           | V           | V          | T          | Saldo      | Punten |
| 1     | Nederland | 3           | 2           | 1           | 0           | 21         | 8          | +13        | 7      |
| 2     | Brazilië  | 3           | 2           | 1           | 0           | 9          | 3          | +6         | 7      |
| 3     | Zambia    | 3           | 0           | 1           | 2           | 7          | 15         | -8         | 1      |
| 4     | China     | 3           | 0           | 1           | 2           | 6          | 17         | -11        | 1      |

| Ronde        | Datum          | Lokale tijd    | MEZT           | Plaats         | Land           | Uitslag            | Land             |  |
| ------------ | -------------- | -------------- | -------------- | -------------- | -------------- | ------------------ | ---------------- |  |
| groepsfase   | 21 juli 2021   | 20:00          | 13:00          | Rifu           | Nederland      | 10–3               | Zambia           |  |
| groepsfase   | 24 juli 2021   | 20:00          | 13:00          | Rifu           | Nederland      | 3–3                | Brazilië         |  |
| groepsfase   | 27 juli 2021   | 20:30          | 13:30          | Yokohama       | Nederland      | 8-2                | China            |  |
|              |                |                |                |                |                |                    |                  |  |
| kwartfinale  | 30 juli 2021   | 20:00          | 13:00          | Yokohama       | Nederland      | 2-2 penalties: 2-4 | Verenigde Staten |  |
|              |                |                |                |                |                |                    |                  |  |
| halve finale | niet geplaatst | niet geplaatst | niet geplaatst | niet geplaatst | niet geplaatst | niet geplaatst     | niet geplaatst   |  |
|              |                |                |                |                |                |                    |                  |  |
| finale       | niet geplaatst | niet geplaatst | niet geplaatst | niet geplaatst | niet geplaatst | niet geplaatst     | niet geplaatst   |  |

### Volleybal

#### Beachvolleybal
Mannen
| atleten                           | onderdeel | eerste ronde                                                                                        | eerste ronde | achtste finale             | kwartfinale          | halve finale         | finale / BM          | finale / BM    |
| atleten                           | onderdeel | tegenstander uitslag                                                                                | stand        | tegenstander uitslag       | tegenstander uitslag | tegenstander uitslag | tegenstander uitslag | rang           |
| --------------------------------- | --------- | --------------------------------------------------------------------------------------------------- | ------------ | -------------------------- | -------------------- | -------------------- | -------------------- | -------------- |
| Alexander Brouwer Robert Meeuwsen | mannen    | Lucena – Dalhausser W 21–17, 21–18 Azaad – Capogrosso W 21-14, 21-14 Alison – Álvaro V 21-14, 24-22 | 2 Q          | Mol – Sørum V 17-21, 19-21 | niet geplaatst       | niet geplaatst       | niet geplaatst       | niet geplaatst |

Vrouwen
| atleten                         | onderdeel | eerste ronde                                                                                                | eerste ronde | tussenronde                          | achtste finale       | kwartfinale          | halve finale         | finale / BM          | finale / BM    |
| atleten                         | onderdeel | tegenstander uitslag                                                                                        | stand        | tegenstander uitslag                 | tegenstander uitslag | tegenstander uitslag | tegenstander uitslag | tegenstander uitslag | rang           |
| ------------------------------- | --------- | --- | ------------ | ------------------------------------ | -------------------- | -------------------- | -------------------- | -------------------- | -------------- |
| Sanne Keizer Madelein Meppelink | vrouwen   | Liliana – Elsa V 21–19, 18–21, 14–16 Xue – Wang X V 21-19, 29-31, 13-15 Klineman – Ross V 20-22, 21-17,15-5 | 4            | niet geplaatst                       | niet geplaatst       | niet geplaatst       | niet geplaatst       | niet geplaatst       | niet geplaatst |
| Raïsa Schoon Katja Stam         | vrouwen   | Pavan – Humana-Paredes V 16–21, 14–21 Heidrich – Vergé-Dépré V 20–22, 18–21 Sude – Borger W 22-24, 16-21    | 3 Q          | Martínez - Echevarría V 17-21, 17-21 | niet geplaatst       | niet geplaatst       | niet geplaatst       | niet geplaatst       | niet geplaatst |

### Waterpolo
Vrouwen
| Olympiër | Onderdeel | Resultaat |
| --- | --------- | --------- |
| Dagmar Genee Kitty Lynn Joustra Maartje Keuning Joanne Koenders Ilse Koolhaas Simone van de Kraats Maud Megens Vivian Sevenich Brigitte Sleeking Sabrina van der Sloot Nomi Stomphorst Debby Willemsz Iris Wolves | vrouwen   | 6         |

| Pos | Team        | Wed | W | G | V | Ptn | DV | DT | +/− | Kwalificatie |
| --- | ----------- | --- | - | - | - | --- | -- | -- | --- | ------------ |
| 1   | Spanje      | 4   | 3 | 0 | 1 | 6   | 71 | 37 | +34 | Kwartfinales |
| 2   | Australië   | 4   | 3 | 0 | 1 | 6   | 46 | 33 | +13 | Kwartfinales |
| 3   | Nederland   | 4   | 3 | 0 | 1 | 6   | 75 | 41 | +34 | Kwartfinales |
| 4   | Canada      | 4   | 1 | 0 | 3 | 2   | 48 | 39 | +9  | Kwartfinales |
| 5   | Zuid-Afrika | 4   | 0 | 0 | 4 | 0   | 7  | 97 | −90 |              |

| Ronde                   | Datum           | Lokale tijd | MEZT      | Land      | Uitslag     | Land      |  |
| ----------------------- | --------------- | ----------- | --------- | --------- | ----------- | --------- |  |
| groepsfase              |                 |             |           |           |             |           |  |
| 26 juli 2021            | 18:20           | 11:20       | Nederland | 12–15     | Australië   |           |  |
| 28 juli 2021            | 15:30           | 8:30        | Nederland | 14–13     | Spanje      |           |  |
| 30 juli 2021            | 14:00           | 7:00        | Nederland | 33–1      | Zuid-Afrika |           |  |
| 1 augustus 2021         | 15:30           | 8:30        | Nederland | 16–1      | Canada      |           |  |
|                         |                 |             |           |           |             |           |  |
| kwartfinale             | 3 augustus 2021 | 18:20       | 11:20     | Nederland | 11–14       | Hongarije |  |
|                         |                 |             |           |           |             |           |  |
| kwalificatie plaats 5-8 | 5 augustus 2021 | 14:00       | 7:00      | Nederland | 13–6        | China     |  |
|                         |                 |             |           |           |             |           |  |
| wedstrijd plaats 5-6    | 7 augustus 2021 | 11:00       | 4:00      | Nederland | 7–14        | Australië |  |

### Wielersport

#### Baanwielrennen
Olympische sprint
| atleet              | onderdeel  | kwalificaties | kwalificaties | ronde 1                | herkansing 1           | ronde 2                | herkansing 2           | achtste finale         | herkansing 3           | kwartfinale            | halve finale                   | finale                 | finale   |
| atleet              | onderdeel  | tijd          | rang          | tegenstander resultaat | tegenstander resultaat | tegenstander resultaat | tegenstander resultaat | tegenstander resultaat | tegenstander resultaat | tegenstander resultaat | tegenstander resultaat         | tegenstander resultaat | rang     |
| ------------------- | ---------- | ------------- | ------------- | ---------------------- | ---------------------- | ---------------------- | ---------------------- | ---------------------- | ---------------------- | ---------------------- | ------------------------------ | ---------------------- | -------- |
| Shanne Braspennincx | sprint (v) | 10,479        | 7 Q           | Bao W 10,979           | n.v.t.                 | Zhong W 10,912         | n.v.t.                 | Starikova W 10,889     | n.v.t.                 | Hinze V 2-0            | niet geplaatst                 | niet geplaatst         | 7        |
| Laurine van Riessen | sprint (v) | afgemeld      | afgemeld      | afgemeld               | afgemeld               | afgemeld               | afgemeld               | afgemeld               | afgemeld               | afgemeld               | afgemeld                       | afgemeld               | afgemeld |
|                     |            |               |               |                        |                        |                        |                        |                        |                        |                        |                                |                        |          |
| Jeffrey Hoogland    | sprint (m) | 9,215         | 1 Q           | Mitchell W 9,821       | n.v.t.                 | Boetticher W 10,034    | n.v.t.                 | Awang W 9,831          | n.v.t.                 | Vigier W 2-0           | Russische ploeg Dmitrjev W 2-0 | Lavreysen V 1-2        | Zilver   |
| Harrie Lavreysen    | sprint (m) | 9,215         | 2 Q           | Sahrom W 10,005        | n.v.t.                 | Tjon En Fa W 9,766     | n.v.t.                 | Sahrom W 9,635         | n.v.t.                 | Kenny W 2-0            | Carlin W 2-0                   | Hoogland W 2-1         | Goud     |

Teamsprint
| atleet                                                             | onderdeel      | kwalificatie | kwalificatie | eerste ronde      | eerste ronde | finale / BM              | finale / BM |
| atleet                                                             | onderdeel      | tijd         | rang         | tegenstander tijd | rang         | tegenstander tijd        | rang        |
| ------------------------------------------------------------------ | -------------- | ------------ | ------------ | ----------------- | ------------ | ------------------------ | ----------- |
| Shanne Braspennincx Laurine van Riessen                            | teamsprint (v) | 32,465       | 3 Q          | W 32,308          | 4 Q          | Russische ploeg V 32,504 | 4           |
|                                                                    |                |              |              |                   |              |                          |             |
| Roy van den Berg Matthijs Büchli Jeffrey Hoogland Harrie Lavreysen | teamsprint (m) | 42,134 OR    | 1 Q          | W 41,431 OR       | 1 Q          | W 41,369 OR              | Goud        |

Keirin
| atleet              | onderdeel  | ronde 1 | herkansing | kwartfinale    | halve finale   | finale         |
| atleet              | onderdeel  | rang    | rang       | rang           | rang           | rang           |
| ------------------- | ---------- | ------- | ---------- | -------------- | -------------- | -------------- |
| Shanne Braspennincx | keirin (v) | 3       | 1 Q        | 1 Q            | 1 Q            | Goud           |
| Laurine van Riessen | keirin (v) | 1 Q     | n.v.t.     | DNF            | niet geplaatst | niet geplaatst |
|                     |            |         |            |                |                |                |
| Matthijs Büchli     | keirin (m) | 3       | 3          | niet geplaatst | niet geplaatst | niet geplaatst |
| Harrie Lavreysen    | keirin (m) | 5       | 1 Q        | 4 Q            | 3 Q            | Brons          |

Koppelkoers
| Amy Pieters Kirsten Wild         | koppelkoers (v) | 0 | 21 | 21 | 4 |  |  |
|                                  |                 |   |    |    |   |  |  |
| Yoeri Havik Jan-Willem van Schip | koppelkoers (m) | 0 | 17 | 17 | 5 |  |  |

Omnium
| atlete               | onderdeel  | scratchrace | scratchrace | temporace | temporace | afvalkoers | afvalkoers | puntenkoers | puntenkoers | totaal | rang  |
| atlete               | onderdeel  | punten      | rang        | punten    | rang      | punten     | rang       | punten      | rang        | totaal | rang  |
| -------------------- | ---------- | ----------- | ----------- | --------- | --------- | ---------- | ---------- | ----------- | ----------- | ------ | ----- |
| Kirsten Wild         | omnium (v) | 32          | 5           | 38        | 2         | 20         | 11         | 18          | 2           | 108    | Brons |
|                      |            |             |             |           |           |            |            |             |             |        |       |
| Jan-Willem van Schip | omnium (m) | 36          | 3           | 40        | 1         | 34         | 4          | 2           | 12          | 112    | 6     |

#### BMX
Mannen
Race
| atleet         | onderdeel | kwartfinale | kwartfinale | halve finale | halve finale | finale         | finale |
| atleet         | onderdeel | punten      | rang        | punten       | rang         | uitslag        | rang   |
| -------------- | --------- | ----------- | ----------- | ------------ | ------------ | -------------- | ------ |
| Twan van Gendt | race      | 5           | 2 Q         | 23           | 8            | niet geplaatst | 16     |
| Joris Harmsen  | race      | 6           | 2 Q         | 18           | 7            | niet geplaatst | 13     |
| Niek Kimmann   | race      | 4           | 1 Q         | 6            | 1 Q          | 39,053         | Goud   |

Vrouwen
Race
| atlete         | onderdeel | kwartfinale | kwartfinale | halve finale | halve finale | finale         | finale |
| atlete         | onderdeel | punten      | rang        | punten       | rang         | uitslag        | rang   |
| -------------- | --------- | ----------- | ----------- | ------------ | ------------ | -------------- | ------ |
| Judy Baauw     | race      | 7           | 2 Q         | 17           | 7            | niet geplaatst | 13     |
| Laura Smulders | race      | 4           | 1 Q         | 24           | 8            | niet geplaatst | 16     |
| Merel Smulders | race      | 10          | 3 Q         | 14           | 3 Q          | 44,721         | Brons  |

#### Mountainbike
Mannen
| atleet               | onderdeel    | tijd    | rang   |
| -------------------- | ------------ | ------- | ------ |
| Mathieu van der Poel | mountainbike | opgave  | opgave |
| Milan Vader          | mountainbike | 1.27,21 | 10     |

Vrouwen
| atlete        | onderdeel    | tijd    | rang |
| ------------- | ------------ | ------- | ---- |
| Anne Tauber   | mountainbike | 1:20,18 | 11   |
| Anne Terpstra | mountainbike | 1:18,21 | 5    |

#### Wegwielrennen
Mannen
| atleet           | onderdeel    | tijd     | rang   |
| ---------------- | ------------ | -------- | ------ |
| Tom Dumoulin     | wegwedstrijd | 6:15:38  | 44     |
| Tom Dumoulin     | tijdrit      | 56:05,58 | Zilver |
| Dylan van Baarle | wegwedstrijd | 6:09:04  | 15     |
| Yoeri Havik      | wegwedstrijd | opgave   | opgave |
| Wilco Kelderman  | wegwedstrijd | 6:15:38  | 51     |
| Bauke Mollema    | wegwedstrijd | 6:06:33  | 4      |

Vrouwen
| atlete               | onderdeel    | tijd    | rang   |
| -------------------- | ------------ | ------- | ------ |
| Anna van der Breggen | wegwedstrijd | 3:54.31 | 15     |
| Anna van der Breggen | tijdrit      | 31.14   | Brons  |
| Annemiek van Vleuten | wegwedstrijd | 3.54,00 | Zilver |
| Annemiek van Vleuten | tijdrit      | 30.13   | Goud   |
| Demi Vollering       | wegwedstrijd | 3.55,41 | 25     |
| Marianne Vos         | wegwedstrijd | 3.54,31 | 5      |

### Zeilen
Mannen
| atleet                     | onderdeel | race | race | race | race | race | race | race | race | race | race | race   | race   | race | netto punten | eindnotering |
| atleet                     | onderdeel | 1    | 2    | 3    | 4    | 5    | 6    | 7    | 8    | 9    | 10   | 11     | 12     | M    | netto punten | eindnotering |
| -------------------------- | --------- | ---- | ---- | ---- | ---- | ---- | ---- | ---- | ---- | ---- | ---- | ------ | ------ | ---- | ------------ | ------------ |
| Kiran Badloe               | RS:X      | 5    | 7    | 1    | 1    | 26   | 5    | 2    | 4    | 1    | 5    | 1      | 1      | 4    | 37           | Goud         |
| Nicholas Heiner            | Finn      | 11   | 5    | 10   | 2    | 4    | 2    | 10   | 3    | 7    | 9    | n.v.t. | n.v.t. | 4    | 56           | 4            |
| Bart Lambriex Pim van Vugt | 49er      | 14   | 2    | 3    | 7    | 6    | 7    | 13   | 14   | 7    | 6    | 7      | 3      | 12   | 87           | 6            |

Vrouwen
| atlete                           | onderdeel    | race | race | race | race | race | race | race | race | race | race | race   | race   | race | netto punten | eindnotering |
| atlete                           | onderdeel    | 1    | 2    | 3    | 4    | 5    | 6    | 7    | 8    | 9    | 10   | 11     | 12     | M    | netto punten | eindnotering |
| -------------------------------- | ------------ | ---- | ---- | ---- | ---- | ---- | ---- | ---- | ---- | ---- | ---- | ------ | ------ | ---- | ------------ | ------------ |
| Lilian de Geus                   | RS:X         | 8    | 11   | 1    | 8    | 3    | 11   | 3    | 4    | 4    | 9    | 5      | 4      | 12   | 72           | 5            |
| Marit Bouwmeester                | Laser Radial | 21   | 14   | 7    | 2    | 3    | 9    | 45   | 7    | 1    | 7    | n.v.t. | n.v.t. | 6    | 83           | Brons        |
| Annemiek Bekkering Annette Duetz | 49erFX       | 13   | 8    | 2    | 1    | 6    | 1    | 12   | 5    | 6    | 5    | 11     | 16     | 18   | 88           | Brons        |
| Lobke Berkhout Afrodite Zegers   | 470          | 10   | 11   | 14   | 11   | 9    | 6    | 17   | 6    | 4    | 2    | n.v.t. | n.v.t. | 18   | 91           | 10           |

### Zwemmen
Mannen 
| atleet                                                 | onderdeel              | series   | series | halve finale   | halve finale   | finale         | finale         |
| atleet                                                 | onderdeel              | tijd     | rang   | tijd           | rang           | tijd           | rang           |
| ------------------------------------------------------ | ---------------------- | -------- | ------ | -------------- | -------------- | -------------- | -------------- |
| Thom de Boer                                           | 50 meter vrije slag    | 21,75    | 6 Q    | 21,78          | 8 Q            | 21,79          | 8              |
| Jesse Puts                                             | 50 meter vrije slag    | 21,84    | 7 Q    | 21,87          | 12             | niet geplaatst | niet geplaatst |
| Stan Pijnenburg                                        | 100 meter vrije slag   | 48,53    | 21     | niet geplaatst | niet geplaatst | niet geplaatst | niet geplaatst |
| Caspar Corbeau                                         | 100 meter schoolslag   | 1.00,13  | 25     | niet geplaatst | niet geplaatst | niet geplaatst | niet geplaatst |
| Caspar Corbeau                                         | 200 meter schoolslag   | 2.10,21  | 21     | niet geplaatst | niet geplaatst | niet geplaatst | niet geplaatst |
| Arno Kamminga                                          | 100 meter schoolslag   | 57,80 NR | 2 Q    | 58,19          | 2 Q            | 58,00          | Zilver         |
| Arno Kamminga                                          | 200 meter schoolslag   | 2.07,37  | =1 Q   | 2.07,99        | 3 Q            | 2.07,01        | Zilver         |
| Nyls Korstanje                                         | 100 meter vlinderslag  | 51,54 NR | 11 Q   | 51,80          | 12             | niet geplaatst | niet geplaatst |
| Arjan Knipping                                         | 400 meter wisselslag   | 4.15,83  | 17     | n.v.t.         | n.v.t.         | niet geplaatst | niet geplaatst |
| Thom de Boer Nyls Korstanje Stan Pijnenburg Jesse Puts | 4x100 meter vrije slag | 3.14,07  | 12     | n.v.t.         | n.v.t.         | niet geplaatst | niet geplaatst |

Vrouwen
| atlete                                                                          | onderdeel              | series  | series | halve finale   | halve finale   | finale         | finale         |
| atlete                                                                          | onderdeel              | tijd    | rang   | tijd           | rang           | tijd           | rang           |
| ------------------------------------------------------------------------------- | ---------------------- | ------- | ------ | -------------- | -------------- | -------------- | -------------- |
| Femke Heemskerk                                                                 | 50 meter vrije slag    | 24,77   | 16 Q   | afgemeld       | afgemeld       | afgemeld       | afgemeld       |
| Femke Heemskerk                                                                 | 100 meter vrije slag   | 53,10   | 9 Q    | 52,93          | 6 Q            | 52,79          | 6              |
| Ranomi Kromowidjojo                                                             | 50 meter vrije slag    | 24,41   | 8 Q    | 24,29          | 7 Q            | 24,30          | 4              |
| Ranomi Kromowidjojo                                                             | 100 meter vrije slag   | 53,71   | =16    | niet geplaatst | niet geplaatst | niet geplaatst | niet geplaatst |
| Tes Schouten                                                                    | 100 meter schoolslag   | 1.07,89 | 25     | niet geplaatst | niet geplaatst | niet geplaatst | niet geplaatst |
| Kira Toussaint                                                                  | 100 meter rugslag      | 59,21   | 7 Q    | 59,09          | 7 Q            | 59,11          | 7              |
| Maaike de Waard                                                                 | 100 meter rugslag      | 1.00,03 | 15 Q   | 1.00,49        | 16             | niet geplaatst | niet geplaatst |
| Sharon van Rouwendaal                                                           | 200 meter rugslag      | 2.11,24 | 16 Q   | 2.11,98        | 16             | niet geplaatst | niet geplaatst |
| Marrit Steenbergen Kim Busch Femke Heemskerk Ranomi Kromowidjojo Kira Toussaint | 4x100 meter vrije slag | 3.33,51 | 2 Q    | n.v.t.         | n.v.t.         | 3.33,70        | 4              |
| Femke Heemskerk Ranomi Kromowidjojo Tes Schouten Kira Toussaint                 | 4x100 meter wisselslag | 3.59,89 | 10     | n.v.t.         | n.v.t.         | niet geplaatst | niet geplaatst |

Gemengd
| atlete                                                          | onderdeel              | series  | series | finale  | finale |
| atlete                                                          | onderdeel              | tijd    | rang   | tijd    | rang   |
| --------------------------------------------------------------- | ---------------------- | ------- | ------ | ------- | ------ |
| Kira Toussaint Arno Kamminga Nyls Korstanje Ranomi Kromowidjojo | 4x100 meter wisselslag | 3.43,25 | 6 Q    | 3.41,25 | 6      |

#### Openwaterzwemmen
| atleet                | onderdeel            | tijd      | rang   |
| --------------------- | -------------------- | --------- | ------ |
| Ferry Weertman        | 10 km open water (m) | 1:51.30,8 | 7      |
|                       |                      |           |        |
| Sharon van Rouwendaal | 10 km open water (v) | 1:59.30,8 | Zilver |

## Externe bronnen
- Lijst van gekwalificeerden op de website van NOC-NSF.